# Lamèch (kráter)

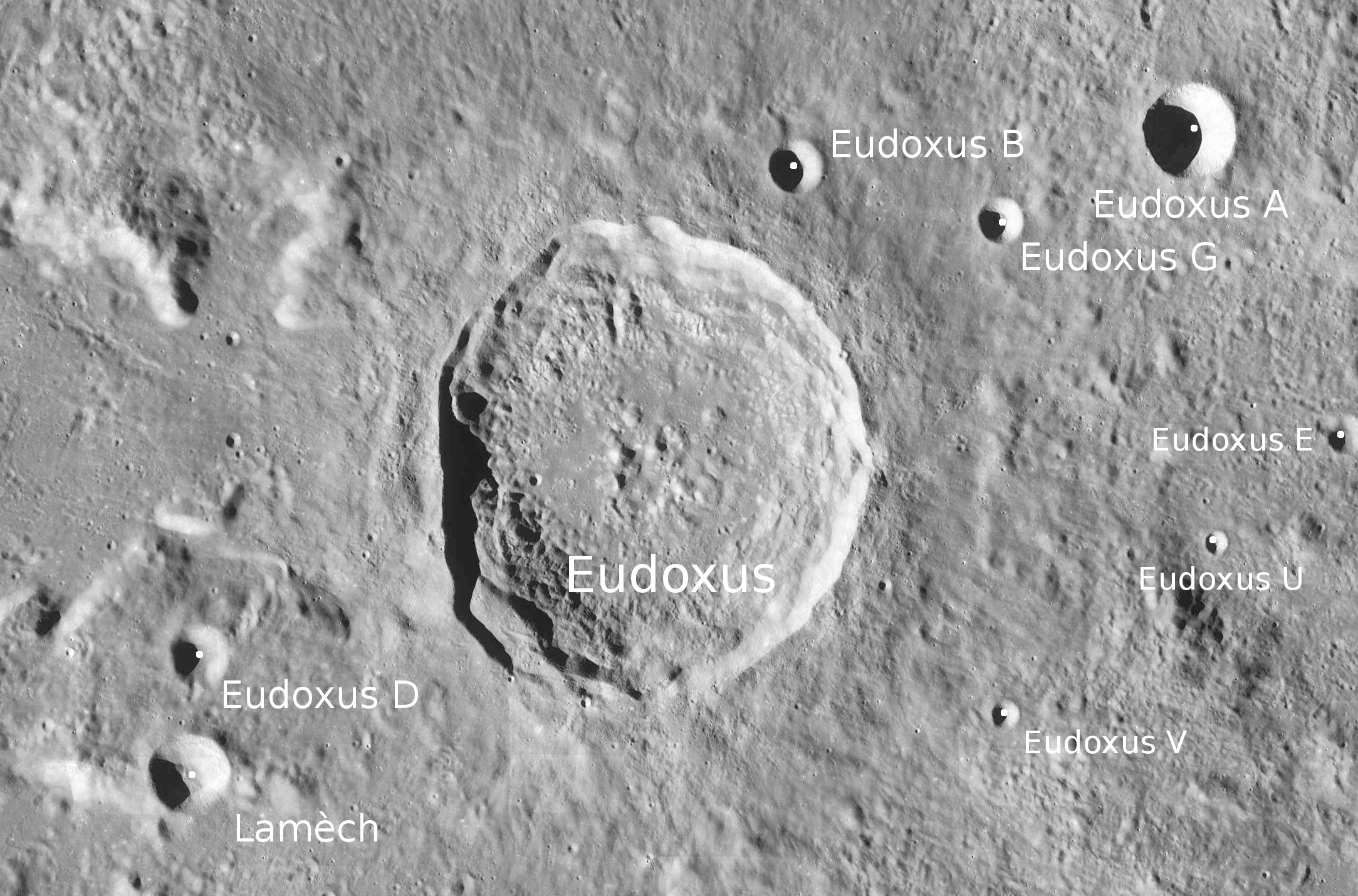
Poloha kráteru Lamèch.

Lamèch je malý impaktní kráter nacházející se jihovýchodně od výrazného kráteru Eudoxus na přivrácené straně Měsíce. Má průměr 13 km.
Jižně leží rozlehlá a značně rozpadlá valová rovina Alexander, jihovýchodně kráter Calippus.

## Název
Pojmenován je podle francouzského astronoma a selenografa Félixe Ch. Lamècha.